# 3558 Шишкін
3558 Шишкін (3558 Shishkin) — астероїд головного поясу, відкритий 26 вересня 1978 року.
Тіссеранів параметр щодо Юпітера — 3,461.